# Aria2
Aria2是一款自由、跨平台命令行界面的下载管理器，该软件根据GPLv2许可证进行分发。支持的下载协议有：HTTP、HTTPS、FTP、Bittorrent和Metalink。

## 特性
不同于Wget这样的的命令行界面下载器，Aria2不仅支持BitTorrent，还能够从各种来源多路检索所请求的文件。包括HTTP，HTTPS，FTP和BitTorrent协议。aria2使用Metalink数据块的校验和自动查验BitTorrent下载的数据部分。
Aria2的另一个特性便是可以使用JSON-RPC和XML-RPC进行HTTP远程下载控制，JSON-RPC接口可通过WebSocket获得。
Aria2的初始版本仅支持FTP和HTTP协议，并有基于GTK+的图形用户界面（GUI），后来被取消。

## 评价
Linux Format杂志在2008年的108期中认为从该软件的下载效率和可用性来看是Linux下最好用的下载管理器之一。